# Hohe Breiten
Hohe Breiten bezeichnet auf der Erdgestalt das nördliche Drittel der Nordhemisphäre, beziehungsweise das südliche Drittel der Südhemisphäre.
Es ist in der Geographie ein unterschiedlich definierter Begriff:
- Geomathematisch betrachtet liegt diese Zone zwischen den besonderen Breitenkreisen der Pole und Polarkreise (66,5° N/S) der Erde.[1]
- Nach der Klimatologie wird die Bezeichnung synonym für die Polargebiete verwendet.[2]
- In der Ökologie werden hingegen auch die boreale Nadelwälder (Taiga) hinzugerechnet, so dass die Hohen Breiten hier die polare/subpolare- und boreale Ökozone umfassen (siehe auch: Karte der Ökozonen).[3]

Der Begriff wird analog übertragen im ersteren Sinne auch in der Planetologie für andere Himmelskörper verwendet.